# Jiří Císler
Jiří Císler (ur. 4 lutego 1928 w Czeskich Budziejowicach, zm. 17 kwietnia 2004 w Pradze) – czeski aktor, reżyser teatralny i kompozytor. Był określany jako „mistrz sarkazmu”.
Pracował także w dubbingu. Jest m.in. czeskim głosem Gargamela.

## Filmografia
Film
- 1969: Ucho (reż. i scenariusz Karel Kachyňa; scenariusz Jan Procházka)
- 1982: Jak svět přichází o básníky (reż. Dušan Klein)
- 1983: Anděl s ďáblem v těle (reż. Václav Matějka)
- 1983: Tisícročná včela (reż. Juraj Jakubisko)

Telewizja
- Sešlost Luďka Nekudy
- Princezny na trvalou
- Babička se zbláznila
- Perníkový dědek
- Velká sázka o malé pivo
- Inženýrská odysea (serial telewizyjny)
- Návštěvníci (serial telewizyjny)
- Za humny je drak
- Zlá krev (serial telewizyjny, 1986, rola Rudolfa Mrvy)